# Vlag van Deinze
De vlag van Deinze werd door de gemeenteraad op 4 juni 1981 officieel vastgesteld als de gemeentelijke vlag van de Oost-Vlaamse gemeente Deinze. Op 2 februari 1982 werd hij door het koninklijk besluit bevestigd en uiteindelijk gepubliceerd op 21 april 1982 en opnieuw op 4 januari 1995 in het officiële Belgisch Staatsblad.
Officieel wordt de vlag beschreven als:
Wit met een zwarte dubbele adelaar, vergezeld van drie rode rozen, één bovenaan en twee onderaan.
De vlag is volledig gebaseerd op het gemeentewapen en ziet er dus helemaal hetzelfde uit.
In 2019 is Deinze samen met Nevele opgegaan in de gemeente Deinze. De vlag werd op 19 december 2019 in ongewijzigde vorm opnieuw vastgesteld als de vlag van de nieuwe gemeente Deinze. Op 7 februari 2020 werd hij door het ministerieel besluit bevestigd en uiteindelijk gepubliceerd op 26 januari 2021 in het officiële Belgisch Staatsblad.

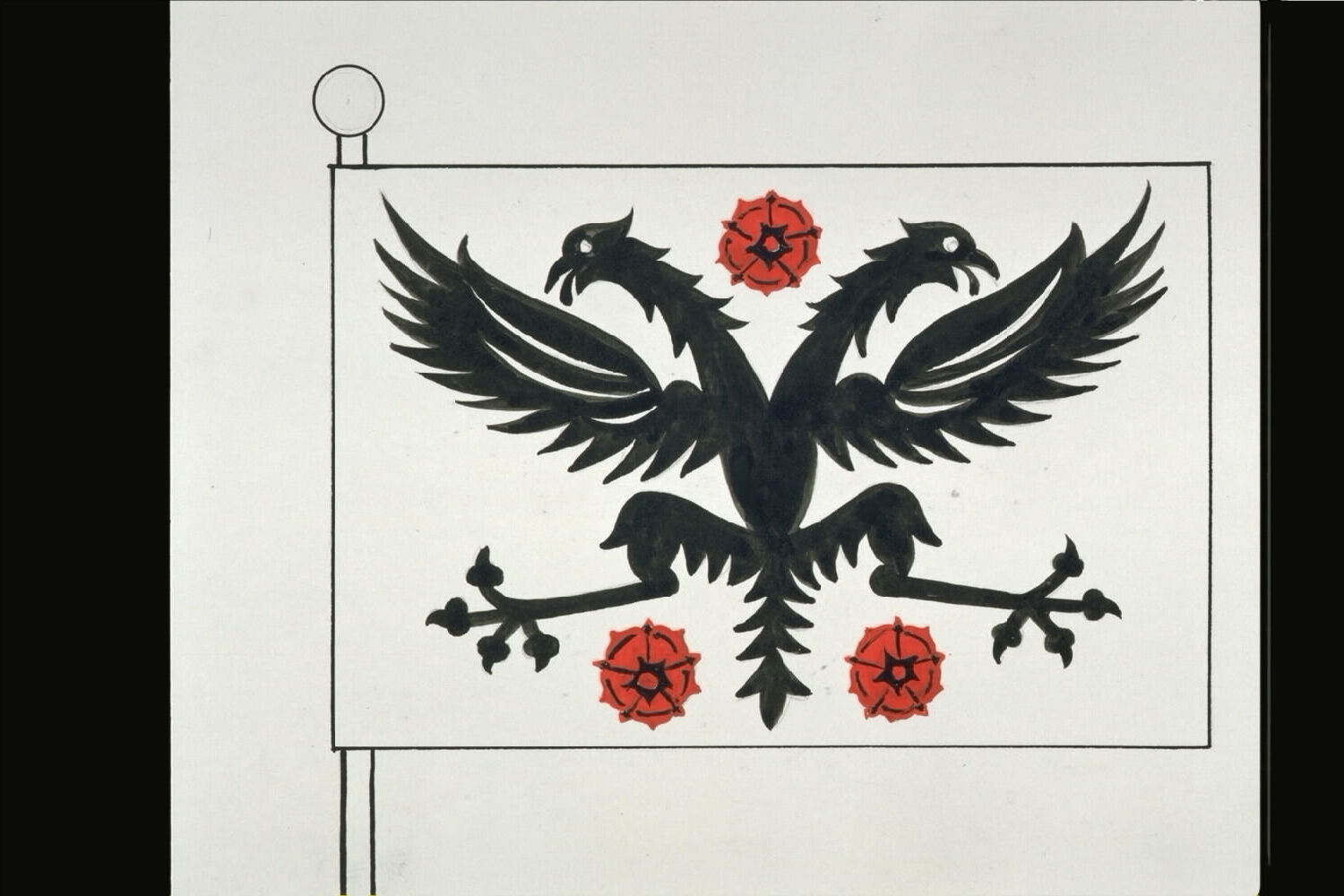
Officiële tekening van de vlag